# ولادیمیر ایویچ
ولادیمیر ایویچ (انگلیسی: Vladimir Ivić؛ زادهٔ ۷ مهٔ ۱۹۷۷) بازیکن سابق و مربی فوتبال اهل صربستان است.
از باشگاه‌هایی که در آن بازی کرده‌است می‌توان به باشگاه فوتبال پائوک، باشگاه فوتبال آریس سالونیک، باشگاه فوتبال آ. ا. ک آتن، باشگاه فوتبال بروسیا مونشن‌گلادباخ، و باشگاه فوتبال پارتیزان اشاره کرد.
وی همچنین در تیم‌های ملی فوتبال زیر ۲۱ سال صربستان و صربستان و مونته‌نگرو بازی کرده‌است.

## یادداشت
1. ↑  Only official یوفا matches included